# Boussay

Localització de Boussay

Boussay (en bretó Beuzid-Klison, en gal·ló Bóczaè) és un municipi francès, situat a la regió de país del Loira, al departament de Loira Atlàntic, que històricament ha format part de la Bretanya. L'any 2006 tenia 2.548 habitants. Limita amb els municipis de Gétigné al Loira Atlàntic, Cugand i La Bruffière a Vendée, Montfaucon-Montigné i Torfou a Maine i Loira.

## Demografia
| 1962                                       | 1968  | 1975  | 1982  | 1990  | 1999  |
| ------------------------------------------ | ----- | ----- | ----- | ----- | ----- |
| 2.061                                      | 2.106 | 2.040 | 2.161 | 2.316 | 2.361 |
| Des de 1962: població sense dobles comptes |       |       |       |       |       |

## Administració
| Període   | Identitat       | Partit |
| --------- | --------------- | ------ |
| 2001-2008 | Daniel Labouère |        |
| 2008-     | Gérard Esnault  |        |